# Myelochroa aurulenta
Myelochroa aurulenta är en lavart som först beskrevs av Edward Tuckerman, och fick sitt nu gällande namn av Elix & Hale. Myelochroa aurulenta ingår i släktet Myelochroa och familjen Parmeliaceae.   Inga underarter finns listade i Catalogue of Life.

## Källor

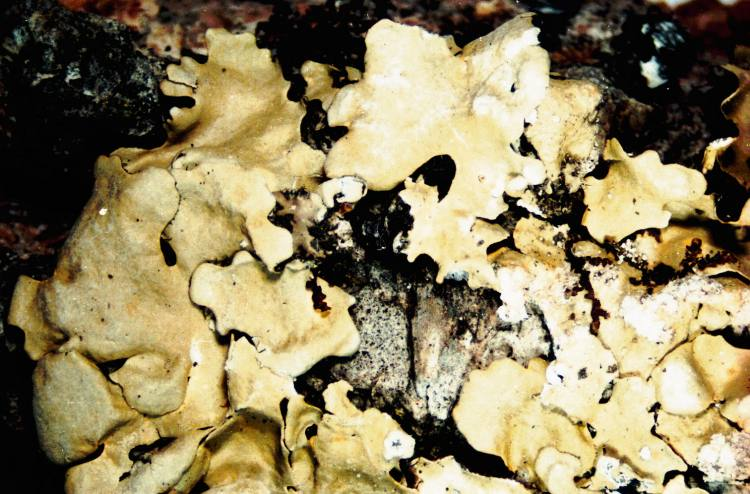
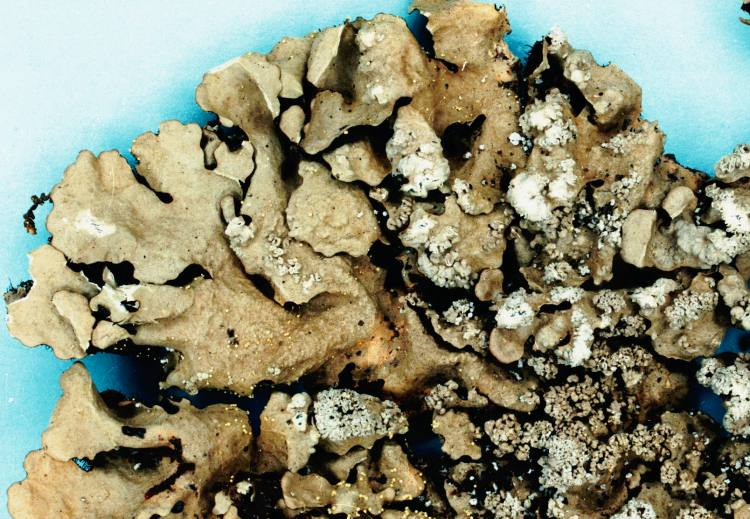
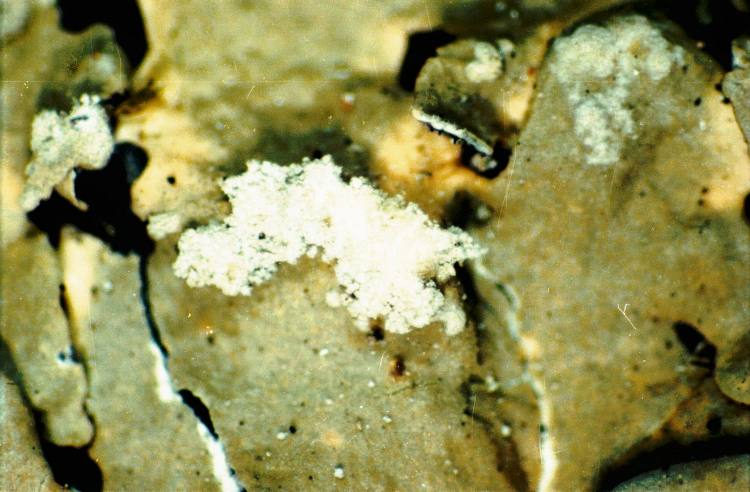
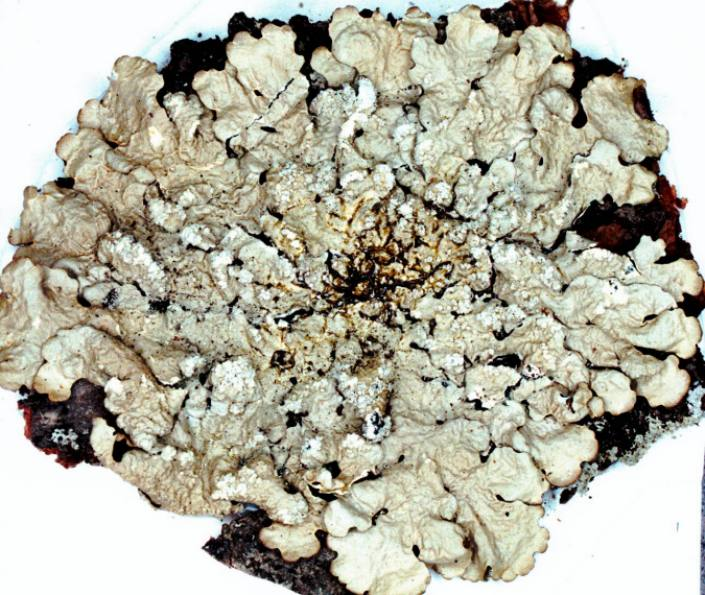
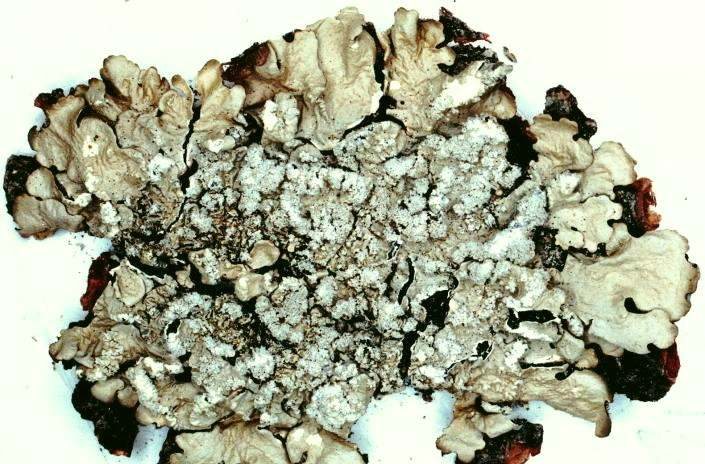
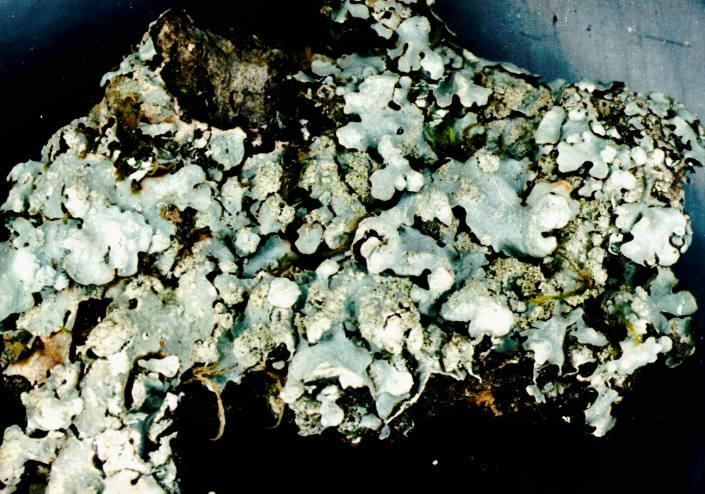
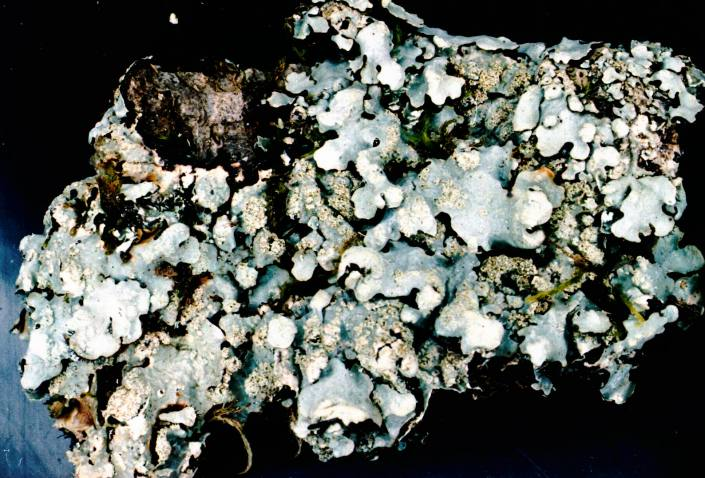
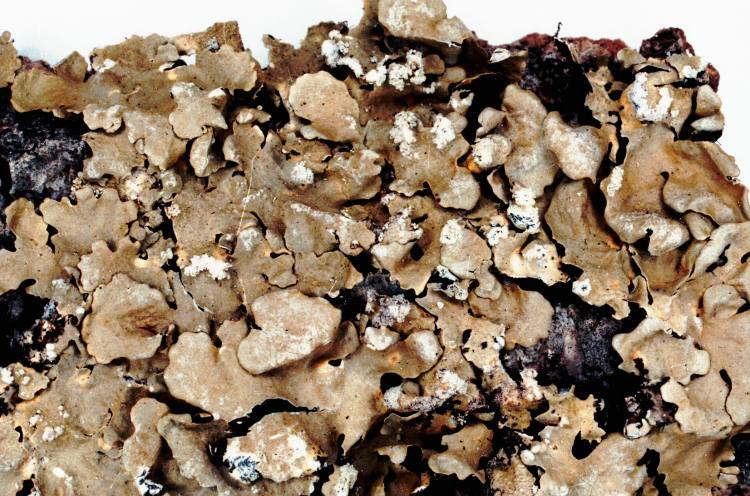